# Jamník (Košice)
Jamník (in ungherese Jamnik) è un comune della Slovacchia facente parte del distretto di Spišská Nová Ves, nella regione di Košice.